# Verkehrszulassungsverordnung
Die Verordnung über die Zulassung von Personen und Fahrzeugen zum Strassenverkehr (französisch Ordonnance réglant l’admission des personnes et des véhicules à la circulation routière OAC, italienisch Ordinanza sull’ammissione alla circolazione di persone e veicoli OAC), kurz Verkehrszulassungsverordnung (VZV), vom 27. Oktober 1976 ist eine Verordnung des Schweizer Bundesrates.
Gestützt auf das Strassenverkehrsgesetz (SVG) regelt diese Verordnung die Zulassung von Fahrzeugführern und von Fahrzeugen zum Strassenverkehr, die Aus- und Weiterbildung der Fahrzeugführer sowie die Anforderungen an die Verkehrsexperten (Art. 1 VZV).
Die liechtensteinische Verkehrszulassungsverordnung (VZV) folgt der Schweizer Verkehrszulassungsverordnung (Rechtsangleichung).

## Zulassung von Personen
Im 1. Teil dieser Verordnung werden angelehnt an die EG-Richtlinie über den Führerschein die Führerausweis-Kategorien und die damit verbundenen Fahrberechtigungen definiert. Die Erlangung eines Führerausweises und die Anforderungen diesbezüglich werden beschrieben (Alter, medizinische Anforderungen etc.).
In diesem Teil werden auch die Anforderungen an Verkehrsexperten, welche Führer- und Fahrzeugprüfungen abnehmen, definiert.

## Zulassung von Fahrzeugen
Der 2. Teil befasst sich mit dem Fahrzeugausweis und den Kontrollschildern. Prüfungsfahrzeugen und Motorfahrrädern werden eigene Kapitel gewidmet.
Nicht geregelt werden in diesem Teil der Verordnung die technischen Anforderungen an Fahrzeugen wie auch die Fahrzeugeinteilung, also der Zuweisung eines Fahrzeugs als Lastwagen, Personenwagen usw. Das ist Teil der Verordnung über die technischen Anforderungen an Strassenfahrzeuge (VTS).

## Früheres Recht
Mit dieser Verordnung konnten Bundesratsbeschlüsse, die in die Verordnung hineingeflossen sind, aufgehoben werden (Art. 153). Dabei handelt es sich um die Bundesratsbeschlüsse
- vom 10. Mai 1957 über den internationalen Motorfahrzeugverkehr
(AS 1957 415; SR 741.581),
- vom 21. Oktober 1960 über Kontrollmassnahmen im Strassenverkehr
(AS 1960 1182; SR 741.171),
- vom 3. Dezember 1965 über die Anforderungen an Prüfungs- und Fahrschulfahrzeuge
(AS 1965 1041; SR 741.571),
- vom 28. Januar 1966 über Motorfahrzeuge und Motorfahrzeugführer aus dem Ausland
(AS 1966 343; SR 741.582),
- vom 10. Januar 1967 über Lernfahrausweise für Lastwagenführer-Lehrlinge
(AS 1967 42 68, 1973 948; SR 741.561),
- vom 10. November 1967 über die Gestaltung der Ausweise für Motorfahrzeuge und ihre Führer
(AS 1967 1671; SR 741.531),
- vom 14. Februar 1968 über die Feststellung der Angetrunkenheit von Strassenbenützern
(AS 1968 245; SR 741.172),
- vom 22. Januar 1969 über Kontrollschilder für Motorfahrzeuge von Haltern mit diplomatischen und konsularischen Vorrechten und Immunitäten
(AS 1969 158; SR 741.551),
- vom 2. Juli 1969 über Fahrlehrer und Fahrschulen
(AS 1969 469 524; SR 741.572),
- vom 27. August 1969 über administrative Ausführungsbestimmungen zum Strassenverkehrsgesetz
(AS 1969 793, 1971 479 715, 1972 603 738, 1973 2155, 1974 57; SR 741.02) und
- vom 28. April 1971 über die medizinischen Mindestanforderungen an Fahrzeugführer und die ärztliche Untersuchung
(AS 1971 479; SR 741.534).